# 抜刀隊

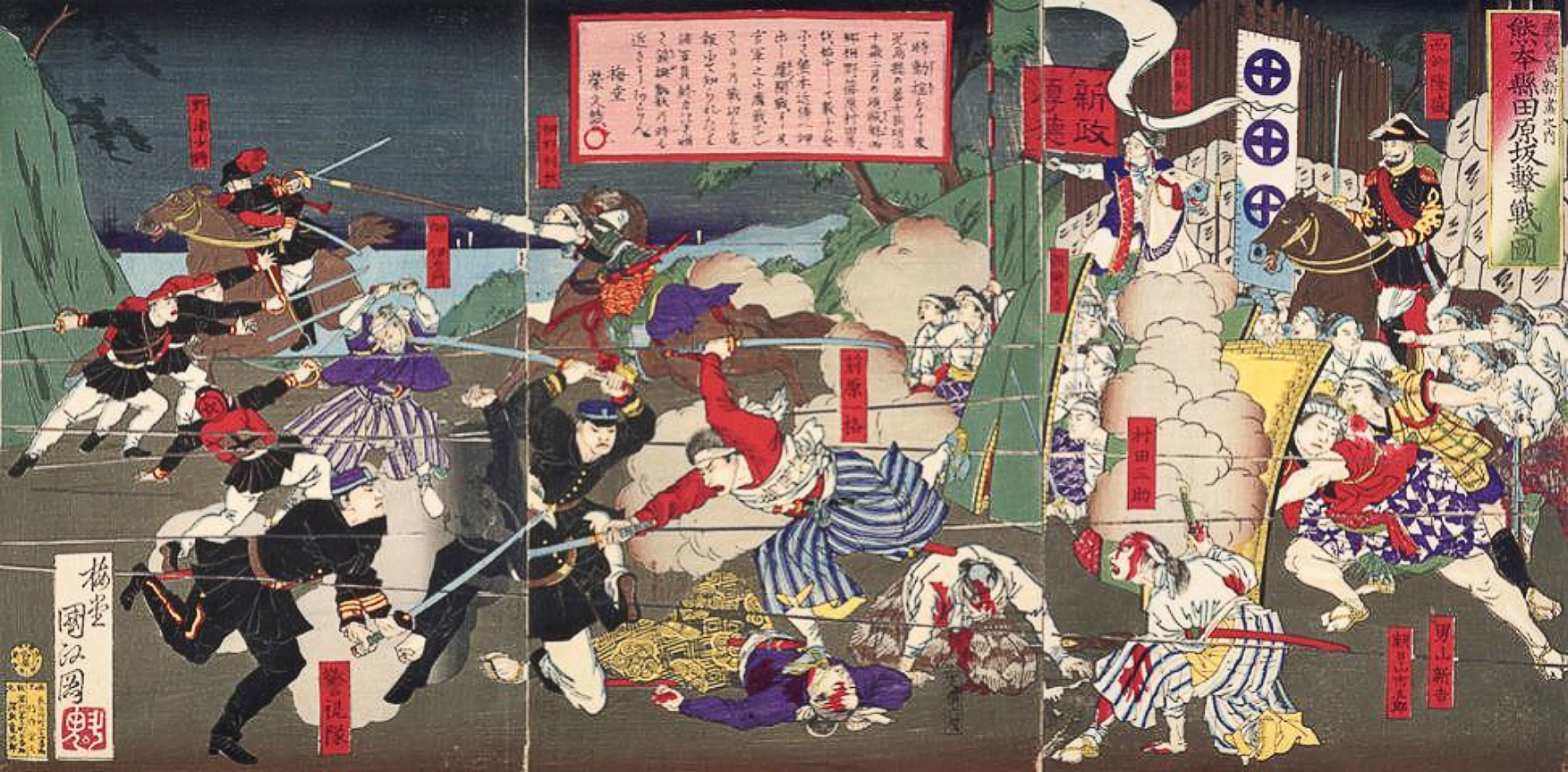
抜刀隊を描いた浮世絵（錦絵）

抜刀隊（ばっとうたい、旧字体：拔刀隊󠄁）は、1877年（明治10年）の西南戦争最大の激戦（勝敗の分水嶺）となった田原坂の戦いにおいて、川路利良が率いる警視隊から組織された別働第三旅団から選抜して臨時に編成され投入された白兵戦部隊。
第一次抜刀隊は植木口警視隊（354名）の中から百十余名を以って3月11日過ぎに編成。第一次抜刀突撃は二俣台地にて同14日早朝敢行、以後戦死者、戦傷者などの減員分を都度補い、第二次、第三次抜刀隊を編成し横平山などでも戦闘。最終的に西郷隆盛（薩軍）の手から田原坂を制圧奪取し、帝国陸軍（政府軍・官軍）進軍の突破口を開いた。

## 編成
田原坂の戦いにおいて、西郷軍による斬り込み攻撃により帝国陸軍では死傷者が続出した。帝国陸軍は人数では薩摩軍を圧倒していたが、武士・軍人としての教育を受けた士族は兵を統率する指揮官であり、兵士は主に徴兵令によって徴兵された平民であったため、士族中心だった西郷軍との白兵戦に対応しにくかったとされる。こうした状況下による事態を打開すべく、薩摩士族を中心に全国の士族で構成され、帝国陸軍の隷下で別働第三旅団の隊号を持ち後方支援を行っていた警視隊（内務省警視局職員、のちの警視庁警察官）の、川畑種長大警部（薩摩）、上田良貞大警部（薩摩）、園田安賢中警部（薩摩）らが、征討参軍山縣有朋陸軍中将（長州出身）に対し、田原坂近辺を担任（進出）していた植木口警視隊から剣術に秀でた者を選抜して投入することを上申した。徴兵令の主唱者である山縣にとって、彼らの力を借りることは不本意であったが、結局山縣はこれを許し、自ら隊号を選んで「抜刀隊」と命名し、百十余名をもって第一次抜刀隊が編成された。
別働第三旅団こと警視隊の指揮官は当初は川路利良大警視（初代警視総監、鹿児島県士族）が陸軍少将を兼任して司令長官（旅団長）であったが、川路は西南戦争中の1877年（明治10年）6月に司令長官を辞任し、後任には大山巌陸軍少将が大警視を兼任し就いている（別動第五旅団司令長官兼）。また、別働第三旅団（警視隊）は警察官を主体にして編成された部隊であるが、同旅団参謀長中村尚武陸軍中佐（のち田辺良顕陸軍歩兵中佐兼少警視）を筆頭に指揮官職の多くには陸軍軍人が充てられており、同時に陸軍軍人兼警察官ないし警察官兼陸軍軍人も相当数が存在している。内務卿：大久保利通も鹿児島県士族である。すなわち、明治六年政変で薩摩に帰郷（下野）した西郷隆盛とそれに続いた西郷一派とたもとを分かち、東京に残った大久保一派である川路利良、それに連なる薩摩出身の警視局職員が抜刀隊の主力を成した。
編成は以下の通りである。
 
- 正面：上田良貞三等大警部（鹿児島県士族）、園田安賢二等中警部（鹿児島県士族）他巡査40名
  - 緒方惟典二等少警部（鹿児島県士族）、緒方惟一二等少警部（福岡県士族）
- 背面：川畑種長一等大警部（鹿児島県士族）他巡査30名
  - 永谷常修二等中警部（鹿児島県士族）、内村良蔵（直義）二等中警部（福島県士族）
- 側面：隈元実道警部補（鹿児島県士族）他巡査10名
- 遊軍：田村五郎三等少警部（福島県士族→東京府平民）、加藤愛敬三等少警部（青森県士族）他警部補3名、巡査20名

後述する犬養毅による報道が有名なこともあり、抜刀隊には戊辰戦争で賊軍とされた旧会津藩士など旧幕府出身者が多く志願したと誤解されていることが多いが、実際には薩摩藩郷士（外城士）出身者が主力を形成していた。その理由は、抜刀隊と警視隊が混同あるいは同一視されていることが一因であると考えられる。例えば元会津藩家老の佐川官兵衛大警部は抜刀隊に所属していたとよく誤解されているが、佐川は豊後口第一号警視隊に所属しており、抜刀隊編成以前に戦死している。
佐川と同じく会津藩家老であった山川浩陸軍中佐（32歳）は、西南戦争に出征する際、「薩摩人 みよや東の丈夫が 提げ佩く太刀の利きか鈍きか」と歌っている。また、会津藩出身で当時陸軍幼年学校生徒であった柴五郎（17歳）は、西郷軍征討の詔が発せられたことを知ると、「芋征伐仰せ出されたりと聞く、めでたし、めでたし」と日記に書き、さらに西南戦争での西郷隆盛の自決と、その翌年の紀尾井坂の変による大久保利通の暗殺を合わせ、「両雄非業の最期を遂げたるを当然の帰結なりと断じて喜べり」と記している。

## 戦果
3月14日早朝に突如襲撃を加えた抜刀隊は大きな戦果を挙げ、田原坂攻略の要となった。しかしながら勢いに乗って深入りしすぎたため、抜刀隊側も相当の損害を出している。全滅した分隊も少なくなかった。
旧会津藩士の隊員が、戊辰戦争で賊軍の汚名を着せられた雪辱を果たすべく「戊辰の仇、戊辰の仇」と叫びながら斬り込んでいったといわれている。これは、当時郵便報知新聞記者であった犬養毅によって報道された。
『戦地直報』第二回

十四日、田原坂の役、我進んで賊の堡（とりで）に迫り、殆ど之を抜かんとするに当り、残兵十三人固守して退かず、其時故（もと）会津藩某（巡査隊の中）身を挺して奮闘し、直に賊十三人を斬る。其闘ふ時大声呼（よばわ）って曰く、戊辰の復讐、戊辰の復讐と。是は少々小説家言の様なれども、決して虚説に非ず。此会人は少々手負いしと言う。

ただし、この内容は公式記録には無く、また犬養自身も直接現場を見てはおらず、伝聞情報に基づいて報道したものである。この声の主は戦闘当時、抜刀隊分隊長として奮戦した元会津藩士田村五郎三等少警部ではないか、とする説もあるが、上記編成のとおり、田村三等少警部の分隊は「遊軍」であり、抜刀隊の本隊を指揮していたのは鹿児島県士族である。よって田原坂での抜刀隊の戦いは、まさに「薩摩の人（官軍警察官中心）をもって薩摩の賊（西郷軍薩摩士族中心）を討つ」がその実態である。

## その後

### 剣術の復興・警察剣道
抜刀隊の活躍によって、明治維新後廃れていた剣術や日本刀の価値が見直された。川路利良大警視は『撃剣再興論』を著し、警察において剣術を奨励する意向を明らかにした。1879年（明治12年）、警視庁に撃剣世話掛が設けられ、梶川義正、上田馬之助、逸見宗助が最初に採用された。その後も真貝忠篤、下江秀太郎、得能関四郎、三橋鑑一郎、坂部大作、柴田衛守など剣客が続々と採用され、これらの剣客によって警視流剣術の形が制定された。また、弥生神社で大規模な撃剣大会（警視庁武術大会）が開かれるようになり、警視庁は当時の剣客たちの最大の拠点となった。
現在も警察剣道は日本剣道界の最大勢力であり、剣道特別訓練員に指定された警察官が全日本剣道選手権大会や世界剣道選手権大会で活躍している。

### 軍歌・行進曲の制定
1882年（明治15年）、東京大学教授外山正一が詩集『新体詩抄』に抜刀隊の奮戦を題材とした「抜刀隊の詩」を発表し、その詩にフランス軍楽隊からのお雇い外国人シャルル・ルルーが曲を付け、1885年（明治18年）に軍歌「抜刀隊」が発表された。さらにこの「抜刀隊」をベースとして、軍歌「扶桑歌」の旋律を組み合わせて、1886年（明治19年）にいわゆる「陸軍分列行進曲」が作曲され、帝国陸軍の公式行進曲として採用された。
現在も陸上自衛隊と警視庁を含む道府県警の公式行進曲として受け継がれており、陸上自衛隊は観閲式などで陸上自衛隊の音楽隊により演奏され、警察は機動隊観閲式や視閲式などで警察音楽隊によって演奏されている。

### 日清戦争時の逸話
1894年（明治27年）に開戦した日清戦争は日本が初めて経験した本格的な対外戦争であり、日本国民から義勇兵の志願が相次いだ。警視庁においても戦争に貢献したいという意見が全庁員の間にみなぎり、当時警視総監になっていた園田安賢は、西南戦争のとき抜刀隊が編成された例に倣って、抜刀隊を編成して戦地へ派遣したい旨の建言書を、第二部長（保安部）森田茂吉を使者として内閣総理大臣伊藤博文に提出した。伊藤は自分にはよく判らないとして、陸軍参謀次長川上操六に提出するよう指示した。
森田から建言書を渡された川上は、「警視庁の奴らは、今ごろこんな事を考えているのか。馬鹿な奴らだ、日本に軍制が布かれてから、もう20年以上も経っているではないか。日本の軍隊は、そんな幼稚なもんじゃない。抜刀隊なんていりやせん。帰って園田にそう言え」と激しい剣幕で突き返した。